# Julius Malema
Julius Sello Malema (Seshego, Transvaal, 3 de marzo de 1981) es un político sudafricano. Es el líder de los Economic Freedom Fighters (en español, Luchadores por la Libertad Económica), un partido político sudafricano que él mismo fundó en julio de 2013. Anteriormente había sido el presidente de la Liga Juvenil del Congreso Nacional Africano entre 2008 y 2012. Malema fue miembro del Congreso Nacional Africano (CNA) hasta su expulsión del mismo en abril de 2012. Ocupa una posición muy polémica en la vida política y pública sudafricana y ha alcanzado notoriedad gracias a su apoyo al presidente del CNA, y posteriormente presidente de Sudáfrica, Jacob Zuma. Ha sido descrito tanto por Zuma como por el presidente de la provincia de Limpopo como el "futuro líder" de Sudáfrica. Otras descripciones menos favorables lo describen como un "populista imprudente" con potencial para desestabilizar Sudáfrica y provocar conflictos raciales contra los blancos.
Malema fue condenado en marzo de 2010 por discurso de odio y nuevamente volvió a serlo en septiembre de 2011. En noviembre de 2011 fue encontrado culpable de sembrar divisiones dentro del CNA y, además fue sentenciado a una suspensión de dos años en mayo de 2010, por lo que fue suspendido del partido por cinco años.

En 2011, también fue declarado culpable de delitos de odio tras cantar "Dubul' ibhunu" ("Dispárale al Bóer"), una canción supremacista negra en contra de los bóers y blancos en general. Esto sucedió en un estadio en Johannesburgo durante un evento político. El 4 de febrero de 2012 el comité de apelaciones del Congreso Nacional Africano anunció que no había razón para "variar" la decisión tomada por el comité disciplinario en 2011, pero sí encontró pruebas de un empeoramiento de las circunstancias, llevándoles a imponer la decisión más drástica de expulsarlo de manera definitiva del CNA.
El 25 de abril de 2012 Malema perdió su apelación para revertir su expulsión del CNA y, al haber utilizado su último recurso, su expulsión tuvo un efecto inmediato. En septiembre de 2012 fue acusado de fraude y lavado de dinero. Se presentó ante la Corte de Magistrados de Polokwane en noviembre de 2012 para hacer frente a estos cargos, además de un cargo adicional por asociación delictiva. El caso fue postergado para el 23 de abril de 2013, y nuevamente para el 20 de junio. El Estado programó el juicio entre las fechas del 18 y 29 de noviembre.

## Primeros años
Malema, miembro del pueblo pedi, nació y se crio en Seshego, en la provincia de Transvaal. Su madre era una trabajadora doméstica y madre soltera. Se unió al Masupatsela del Congreso Nacional Africano a los nueve o diez años. Su principal papel en ese entonces era arrancar las pancartas del Partido Nacional.

### Educación
Malema se graduó de la Escuela Secundaria Mohlakaneng en Seshego (Limpopo). En 2010, completó un programa de dos años sobre desarrollo juvenil a través de la University of South Africa (UNISA). En 2011 ingresó a la UNISA para obtener un Bachelor of Arts en Comunicaciones y Lenguas Africanas.

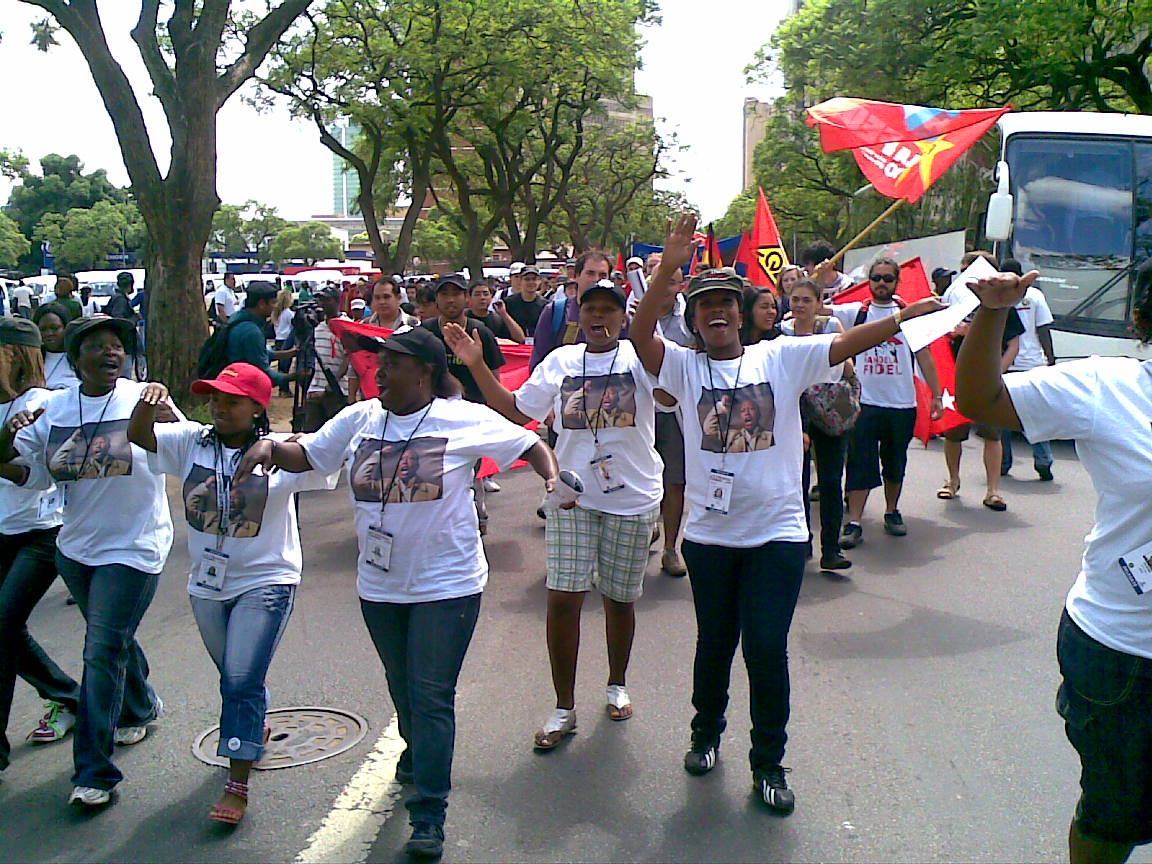
Mujeres usando poleras de Malema en el World Festival of Youth and Students en Johannesburgo en 2010.

## Trayectoria política

### Inicios
Malema fue elegido presidente de la rama de la Liga Juvenil en Seshego y presidente regional en 1995. En 1997 se convierte en presidente del Congreso De Estudiantes Sudafricanos ( Congress of South African Students , COSAS ) en la provincia de Limpopo, y fue elegido presidente de esa organización a nivel nacional en 2001. En 2002 , Melama lideró una marcha del COSAS, con alumnos de las escuelas, a través de Johannesburgo;  la marcha fue arruinada por incidentes violentos y de pillaje.

### Elección como líder de la Liga Juvenil del CNA
Malema fue elegido presidente de la Liga Juvenil del Congreso Nacional Africano (ANC Youth League) en abril de 2008, recibiendo 1833 votos frente a los 1696 de Saki Mofokeng. La Elección – y el congreso – se caracterizaron por la intimidación y el fraude.  Malema mismo describió más tarde esto como "una conducta impropia". La integridad de su elección fue criticada y cuestionada a la vez.
Malema fue después reelegido sin oposición por un segundo mandato el 17 de junio de 2011 en el Gallagher Estate de Midrand cuando Lebogang Maile, el único opositor, declinó su nominación. [cita requerida]

### Controversia con NedBank en 2009
En septiembre de 2009, Malema amenazó con movilizar a la gente para que retiren sus ahorros de NedBank luego de que el banco decidiera retirar su patrocinio a Athletics South Africa (ASA). Aunque NedBank argumentó que la decisión había sido realizada luego de haber quedado insatisfechos con la entrega de eventos anteriores, Malema sugirió que los retiros estaban relacionados con la controversia de ese entonces alrededor del presidente de ASA, Leonard Chuene, quien admitió que había sido informado sobre el test de género que concluyó que la atleta Caster Semanya era un hemafrodita, pero no la descalificó de los Campeonatos Mundiales de 2009 en donde ganó una medalla de oro.
Malema criticó al Viceministro de Deportes Gert Oosthuizen quien pidió la renuncia de Chuene. Malema insistió en que no existe el concepto de un hermafrodita en la cultura pedi, algo que dijo era "impuesto sobre nosotros por los imperialistas" y que no entendía la disculpa de Chuene.

"¿Disculparse por qué? ¿Por proteger a uno de los nuestros? ¿Disculparse por luchar para que esta mujer pueda participar del Campeonato Mundial? Si fuera por nosotros no nos hubiéramos disculpado. No hay que disculpar"

En una respuesta, el vocero del parlamento para los deportes, Anton Alberts, indicó que "Malema era un dilema que ya no podía ser ignorado", un problema que debía ser tratado por el CNA.

### Visita a Zimbabue en 2010
El 3 de abril de 2010 Malema visitó Zimbabue, visita que fue descrita como un viaje de indigenización. Esperaba reunirse con el presidente de ese país, Robert Mugabe. Al llegar a Harare, Malema fue recibido por simpatizantes del Zanu-PF al igual que el ministro de Indigenización y Juventud Saviour Kasukuwere y el presidente de la Asociación Juvenil del Zanu-PF, Absolom Sikhosana, además de figuras zimbuabeñas del mundo de los negocios que en los últimos años se habían vuelto importantes. [¿quién?]
Morgan Tsvangirai, primer ministro de Zimbabue, condenó la visita de Malema luego de que este criticara el Movimiento para un Cambio Democrático (MDC, según su abreviación en inglés). Durante la visita, describió a Tsvangirai como un aliado de los "imperialistas" y exigió que las minas y granjas de Sudáfrica sean expropiadas al estilo de Mugabe (véase líneas abajo).
Organizaciones juveniles de Zimbabue criticaron la visita de Malema, citando sus comentarios raciales polémicos y supuesta corrupción. Los comentarios de Malema durante su visita provocaron temor en Sudáfrica de que esta siguiera los pasos de la caótica reforma agraria de Zimbabue. Malema también acusó al MDC de introducir la violencia política en Zimbabue, y defendió el historial político y de derechos humanos de Robert Mugabe. Luego de que Malema regresara de Zimbabue, la Liga Juvenil del CNA publicó un comunicado en el que elogiaba a Mugabe y las expropiaciones de tierras en ese país. Hizo un llamado a los jóvenes negros sudafricanos para que sigan el ejemplo de los jóvenes de Zimbabue y que trabajen más en la agricultura para reducir su dependencia de los granjeros blancos.
La visista de Malema a Zimbabue vino justo cuando el presidente Zuma estaba tratando de negociar un acuerdo político en Zimbabue, y se dijo que provocó preocupación entre los funcionarios del CNA, pero supuestamente el mismo Zuma dio su venia para visita. The ANC, however, in a later statement distanced itself from the ANC Youth League's electoral support of ZANU-PF.
Las organizaciones juveniles de Zimbabue criticaron la visita de Malema, citando sus comentarios racistas y su supuesta corrupción. Los comentarios de Malema durante su visita suscitaron el temor de que Sudáfrica podría seguir el ejemplo de la caótica reforma agraria de Zimbabue. Malema también culó al MDC de introducir la violencia política en Zimbabue y defendió el historial político y de derechos humanos de Robert Mugabe. Luego de que Malema regresara de Zimbabue, la Liga Juvenil del CNA emitió un comunicado elogiando a Mugabe y la toma de tierras en Zimbabue. Hizo un llamado a los jóvenes negros de Sudáfrica para que sigan el ejemplo de los jóvenes zimbabueños, y participen de la agricultura para reducir su dependencia de los agricultores blancos.
La visita de Malema tuvo lugar mientras el presidente Jacob Zuma|Zuma estaba tratando de mediar un acuerdo político en Zimbabue y supuestamente provocó preocupación dentro de los representantes del CNA, pero al mismo tiempo se dijo que el mismo Zuma había aprobado tácitamente la visita. No obstante, el CNA luego se distanciaría del apoyo electoral de la Liga Juvenil del CNA al ZANU-PF.

### Incidente con un periodista de la BBC
El 8 de abril de 2010, durante una breve conferencia de prensa para hablar de su visita a Zimbabue, Malema se vio involucrado en un altercado con Jonah Fisher, un periodista de la BBC. Malema había estado criticando al Movimiento por un Cambio Democrático por tener oficinas en el lujoso distrito de Sandton, cuando el periodista de la BBC comentó que el mismo Malema vivía en Sandton. Malema despotricó contra Fisher luego de que este último desestimara los comentarios de Malema insinuando que no eran más que patrañas.
Malema no se mostró arrepentido por sus acciones, e incluso acusó a Fisher de ser irrespetuoso y de venir de un país [el Reino Unido] que minaba la credibilidad e integridad de los líderes africanos. Luego del incidente Malema dijo que esperaba una disculpa por parte de Fisher. No obstante, al día siguiente, el CNA emitió una declaración en la que condenaba las acciones de Malema durante la conferencia de prensa.
El 10 de abril de 2010, en una conferencia de prensa en Durban, en la cual describió a la conducta de Malema como "ajena al CNA", el presidente Jacob Zuma criticó el comportamiento del líder juvenil públicamente diciendo que "la forma en la que un periodista de la BBC fue tratado en una conferencia de prensa de la Liga Juvenil de la CNA es inaceptable y lamentable, sin importar cualquier supuesta provocación de su parte", y dijo que había hablado con Malema sobre su conducta por teléfono. Malema continuó actuando de forma desafiante incluso después de la reacción de Zuma.

### Procedimientos disciplinarios por parte del CNA
El 18 de abril de 2010 se anunció que Malema se enfrentaría a varios procesos disciplinarios por parte del CNA por haber puesto al mismo y al gobierno en conflicto. The charges related to:
- El apoyo que Malema dio al partido ZANU-PF de Robert Mugabe durante su visita a Zimbabue, justo cuando el presidente Zuma estaba negociando una salida pacífica a los conflictos en su país.
- Un incidente entre Julius Malema y un periodista de la BBC.
- Los comentarios de Malema sobre el asesinato de Eugène Terre'Blanche
- La negativa comparación que hizo Malema entre Zuma y su predecesor Thabo Mbeki, luego de que Zuma convocara a una conferencia de prensa en la que llamó la atención a Malema.[54]

### Visita a Zimbabue en octubre de 2012
Malema visitó Zimbabue en octubre de 2012 para ir a una boda y dar un discurso ante el ala juvenil del ZANU-PF. El Mail and Guardian de Johannesburgo citó la edición en línea del Zimbabwean Herald en un artículo, diciendo lo que Malema había dicho a la asamblea: "Dijo que la juventud sudafricana estaba exigiendo que los blancos entreguen las tierras y los recursos naturales que poseen porque cuando vinieron de Europa no trajeron ningún pedazo de tierra a Sudáfrica".

Lo que estamos pidiendo es que entreguen nuestros minerales porque no vinieron con ningún mineral. Nosotros queremos esa tierra y esos minerales sin costo alguno porque ellos nunca pagaron por esos minerales.

Malema dijo que los blancos mataron para conseguir sus tierras.

La realidad es que mataron a personas para obtener esas tierras y esos minerales. No vamos a darles dinero cuando recuperemos las tierras porque sería como agradecerles con dinero por haber matado gente. Nunca haremos eso, seguro no se esperaban que no tengamos miedo de la sangre. Tenemos miedo a ser derrotados. No queremos ser derrotados, pero el ver correr sangre no es algo a lo que temamos siempre y cuando esta sangre nos entregue aquello por lo que estamos dispuesto a llegar a ese punto.

Malema le dijo a los jóvenes que estaba en Zimbabue para obtener inspiración y sabiduría, para así cuando regrese a casa pueda "redoblar el espíritu de lucha en contra de las fuerzas imperialistas". Hizo un llamado a los sudafricanos negros para que tengan la mayor cantidad de hijos posible para así poder incrementar el dominio de "nuestras ideas" en el mundo en general y así poder catalizar una revolución mundial.

Queremos ver a muchos niños, ¿por qué? Porque nosotros debemos reproducirnos. Para que nuestras ideas sean sostenibles, tenemos que reproducirnos. En todo África no somos ni siquiera mil millones y el mundo tiene siete mil millones de personas. En África no tenemos más de mil millones de personas... nos enfretamos a más de seis mil millones. Tenemos que ser la mitad de eso para que nuestras ideas puedan dominar. Sé que en algunas situaciones el tamaño no es importante, pero cuando se trata de una revolución, el tamaño sí es importante.

### Luchadores por la Libertad Económica
En junio de 2013, Malema comenzó a planificar su partido político propio llamado Luchadores por la Libertad Económica.
El presidente de Sudáfrica, en una reunión con el Foro Nacional de Editores de SA, indicó que el partido de gobierno no veía como una amenaza la creación del partido de Malema. Mientras aún se encontraba siendo procesado por lavado de dinero y asociación delictiva, Malema comenzó su búsqueda de fondos para su nuevo partido político.
Los EFF ganaron 25 curules en la Asamblea Nacional en las elecciones generales de 2014. Malema fue inducido como miembro del parlamento el 21 de mayo de 2014.
Malema fue expulsado de la Asamblea Nacional el 19 de junio de 2014 luego de retractarse de una declaración realizada el 18 de junio de 2014 en la que acusó al gobierno del CNA de asesinar a los mineros que fueron parte de la Huelga de Mineros de Marikana.

### Comentarios sobre el escándalo de Nkandla
Como congresista, Malema ha criticado públicamente al Presidente Zuma, en especial en lo que respecta a la supuesta corrupción del líder del CNA en el escándalo de Nkandla. El 12 de febrero de 2015, Malema, junto con otros miembros de los EFF, fueron retirados a la fuerza de la Asamblea Nacional durante el discurso del Estado de la Nación, cuando Malema interrumpió a Zuma para preguntarle si devolvería los $23 millones de fondos de los contribuyentes que utilizó para construir una residencia privada en Nkandla, Kwazulu-Natal. Malema respondió al ser expulsado sugiriendo que Sudáfrica se había convertido, o se estaba convirtiendo en un estado policial .

## Participación en contratos estatales
Reportes sobre la posible participación de Malema en contratos públicos comenzaron a circular en noviembre de 2009. La prensa levantó dudas sobre su estilo de vida. Algunos analistas sugieren que esto también es conocido como tenderpreneur, un término inglés acuñado en Sudáfrica para describir una forma de cleptocracia, o comportamiento predatorio por parte de un pequeño grupo en la clase gobernante con el fin de generar riqueza personal a través de la captura de recursos públicos.
En marzo de 2010, tocando el tema de estas acusaciones en un evento en un campus universitario, Malema cantó la canción "shoot the Boer" (literalmente, dispara al bóer) (véase líneas abajo), y criticó fuertemente a los políticos de la oposición. Atacó al secretario general del COSATU Zwelinzima Vavi.
En agosto de 2010, el Defensor del Pueblo emitió un reporte que absolvió a Malema de cualquier participación en contratos en Limpopo. Esto fue recibido con escepticismo por algunas personas.

### Amenazas a periodistas
Pocas semanas después de que la controversia de los contratos haya sido publicada, la Liga Juvenil del CNA publicó detalles personales del editor de City Press Investigations Dumisane Lubisi, su esposa y sus hijos, incluyendo sus números de identidad, detalles bancarios, dirección y detalles de su vehículos. Lubisi había reportado sobre las pobres condiciones de los proyectos de construcción en Limpopo que estaban siendo administrados por las empresas de Malema. La LJCNA aseguró que los periodistas estaban involucrados en varios casos de corrupción.In response, a large group of political journalists complained to various authorities within the ANC and to the South African National Editors' Forum (SANEF) stating that they viewed the release as an attempt to intimidate them into not publishing further stories, and as a threat to media freedom. They further questioned how a political organisation obtained sensitive personal information without breaking the law. The Sowetan newspaper, in an editorial, called the steps to silence journalists "tyrannical", and accused the ANC Youth league of exploiting its closeness to "state and institutional power", to intimidate journalists who wrote about Malema. SANEF also released a statement supporting the journalists. 
En junio de 2015, el partido hizo notar su ideología nacionalista negra solicitando, entre otras cosas, que la arquitectura los edificios fuesen revisadas y adaptadas para reflejar la historia de la lucha de los africanos contra el colonialismo. También solicitó, en su programa para las elecciones municipales de 2016, que unas cuarenta ciudades de la provincia del Cabo Occidental fuesen renombradas con topónimos africanos (incluyendo Bredasdorp, Camps Bay, Durbanville, George, Hermanus, Oudtshoorn, Plettenberg Bay, Riebeek West, Stellenbosch, Swellendam, Tulbagh, Worcester, etc.)
En respuesta, un gran grupo de periodistas políticos se quejó ante varias autoridades del ANC y ante el Foro Nacional de Editores de Sudáfrica (SANEF), afirmando que consideraban la publicación como un intento de intimidarlos para que no publicaran más artículos y como una amenaza. a la libertad de prensa. Cuestionaron además cómo una organización política obtuvo información personal confidencial sin violar la ley. El periódico The Sowetan, en un editorial, calificó de "tiránicas" las medidas para silenciar a los periodistas y acusó a la liga juvenil del ANC de explotar su cercanía al "poder estatal e institucional" para intimidar a los periodistas que escribieron sobre Malema. SANEF también emitió un comunicado apoyando a los periodistas. En junio de 2015, el partido hizo notar su ideología nacionalista negra solicitando, entre otras cosas, que la arquitectura los edificios fuesen revisadas y adaptadas para reflejar la historia de la lucha de los africanos contra el colonialismo. También solicitó, en su programa para las elecciones municipales de 2016, que unas cuarenta ciudades de la provincia del Cabo Occidental fuesen renombradas con topónimos africanos (incluyendo Bredasdorp, Camps Bay, Durbanville, George, Hermanus, Oudtshoorn, Plettenberg Bay, Riebeek West, Stellenbosch, Swellendam, Tulbagh, Worcester, etc.)

### Investigación
Mientras Malema se encontraba en la boda de un amigo en Mauricio a finales de octubre de 2011, varios medios sudafricanos reportaron que Malema se estaba enfrentando a varios cargos de corrupción, fraude y lavado de dinero  – estos cargos habían sido presentados por la Unidad Especial de Investigaciones, los Halcones (en inglés, The Hawks).
En el centro de las acusaciones se encuentra el Ratanang Trust, un fideicomiso aparentemente creado por Malema y que lleva el nombre de su hijo (y entre cuyos beneficiarios se encuentran su hijo y su abuela), pero que supuestamente es el punto focal para los pagos realizados por empresarios con conexiones políticas a cambio de lucrativas ganancias y de licitaciones estatales, principalmente en la empobrecida región de Limpopo. Malema ha negado haber actuado mal, mientras continúan varias investigaciones.
En septiembre de 2012 se emitió una orden de arresto contra Malema acusado de fraude, blanqueo de dinero y corrupción, en relación con un contrato gubernamental. Según se informa, la orden se emitió tras una investigación sobre una licitación adjudicada en 2010 a EduSolutions para distribuir libros de texto a estudiantes en Limpopo. La Unidad de Investigación Especial (SIU), el Servicio de Ingresos de Sudáfrica (Sars) y la unidad policial de élite, los Hawks, iniciaron una investigación sobre el incidente tras el descubrimiento de libros de texto abandonados cerca de una presa en Giyani.

### Cargos por evasión de impuestos y lavado de dinero
El 26 de septiembre de 2012, Malema fue acusado de lavado de dinero, en relación con lucrativos contratos gubernamentales que se le otorgaron en Limpopo, supuestamente a cambio de 4 millones de rand en sobornos.
Luego de una audiencia en la corte de Polokwane, se le otorgó libertad bajo fianza por 10.000 rand. Malema también se está enfrentando a cargos de evasión de impuestos por 16 millones de rand luego de que se revelara que estaba tenía lazos con compañías que habían obtenido otros contratos lucrativos del gobierno de Limpopo.

## Imagen en los medios tradicionales
Malema es conocido por sus declaraciones polémicas y se ha vuelto un constante objeto de sátira. En un principio, los caricaturistas Zapiro y Jeremy Nell lo dibujaban a menudo vistiendo pañales. Algunos analistas lo han descrito como un orador, con un gran apoyo entre los jóvenes negros pobres.
Más recientemente, a medida que el perfil público de Malema se ha vuelto más importante, ha sido descrito por sus críticos en la prensa como un demagogo e incluso como fascista. Fue incluido en la lista de la revista Time de las personas menos influyentes de 2010, mientras que, por su parte, Forbes lo nombró como uno de los  "10 Hombres Jóvenes Más Poderosos de África" en septiembre de 2011. En un artículo escrito para el Sowetan, Andile Mngxitama describió a Malema como "un oportunista que ha traído a la luz estos problemas [nacionalización, reforma agraria, etc.], no para resolverlas, sino que para engañar a los pobres que han estado esperando por una mejor vida por casi 20 años de gobierno de su partido... En lugar de liderar la lucha como un líder desintersado de los pobres, solo habla de boquilla sobre los problemas de nuestra gente mientras acumula grandes cantidades de dinero a través de su influencia política".
Entre 2010 y 2013, la prensa popular habló sobre el Dilema Malema para describir la dualidad entre la popularidad electoral de Malema y las consecuencias de sus declaraciones polémicas.

## Controversias de racismo, condenas por discurso del odio y otros problemas legales

### Condena por discurso del odio en marzo de 2010
El 15 de marzo de 2010, Malema fue condenado por discurso del odio por parte de la Corte de Equidad de Sudáfrica, obligado a pagar una multa de 50.000 Rand y a disculparse de forma incondicional, luego de un incidente en 2009 en el cual dijo a un grupo de estudiantes de Ciudad del Cabo en una reunión del Congreso de Estudiantes de Sudáfrica (SASCO) de que la mujer que acusó al presidente Zuma de violación la "pasó bien" con él porque en la mañana le había "pedido desayuno y dinero para el taxi".

### Canción "Dispara al Bóer"
En marzo de 2010, en un evento en un campus universitario, Malema cantó parte de la canción anti-apartheid "Ayasab' amagwala" (Los cobardes están con miedo) en la que dice "dispara al bóer" (Dubul' ibhunu) ("Bóer" es la palabra en afrikáans para "granjero", pero también es utilizada para referirse a cualquier persona blanca.). Este acto fue comparado con cánticos similares que realizó el fallecido líder de la Liga Juvenil Peter Mokaba a principios de los años 1990 llamando a  "matar al bóer", los cuales ya habían sido definidos como discurso del odio por la Comisión Sudafricana de Derechos Humanos.
Por cantar esta canción, Malema se convirtió en el objeto de una oleada de quejas en su contra, tanto ante la policía como ante la comisión. El CNA dijo que "no apreciamos ningún tipo de declaraciones en contra miembros de nuestra sociedad, incluyendo a los blancos... ellos también son sudafricanos", no obstante, "no había tomado una decisión sobre el asunto".
El Tribunal Superior del Gauteng del Sur determinó el 26 de marzo de 2010 que la canción (la cual Malena había seguido cantando en eventos públicos) era "anticonstitucional e ilegal", y que cualquier persona que la cantase podría enfrentarse a cargos de incitación al homicidio, indicando que la canción hacía un llamado a matar al "granjero/hombre blanco"; no obstante, el CNA defendió la canción y anunció que apelaría la decisión de la corte.
El 1 de abril de 2010, el Tribunal Supremo del Gauteng del Norte emitió una orden que prohibía a Malema a utilizar en público las letras de esta o cualquier otra canción que pudiera considerarse como "instigadora a la violencia, desconfianza y/o odio entre los ciudadanos blancos y negros de la República de Sudáfrica" hasta que el caso sea escuchando por una Corte de Igualdad, a la cual el juez refirió el caso.
Luego del asesinato de Eugène Terre'Blanche en abril de 2010, los líderes de la CNA prohibieron que se cante la canción, ya que temían que estas canciones de lucha sean utilizadas para pintar al CNA de "chivo expiatorio" y exacerbar el odio racial.
El presidente Zuma, en una conferencia de prensa el 10 de abril de 2010, dijo que Malema estaba "completamente fuera de lugar" al ignorar las instrucciones del CNA de obedecer la orden judicial de dejar de cantar la canción. Zuma enfatizó el estado de derecho y que el rol constitucional del poder judicial "como el máximo mediador de disputas" debía ser respetado, y que el desafiar los procedimientos establecidos en lugar de desafiar una decisión en la corte representaba una "burla al sistema judicial que no debía ser tolerada".

#### Juicio y sentencia por discurso del odio
En abril de 2011 Afriforum llevó un caso de discurso del odio en contra de Malema en relación con la canción y varios miembros importantes de CNA como Winnie Madikizela-Mandela y el secretario general Gwede Mantashe lo apoyaron en su batalla legal. Las interrogaciones agresivas y condescendientes de los testigos negros por parte de los abogados de los grupos Afrikáneres que presentaron la demanda supuestamente ayudó a Malema a mostrarse como una víctima de la persecución blanca.
El 12 de septiembre de 2011, Malema fue sentenciado por discursos incitando al odio.

### Arresto en diciembre de 2013
En diciembre de 2013, Malema fue arrestado por supuestamente ir viajando a 215kph en una zona de 120 kph en su BMW a lo largo de la ruta N1 en Vanderbijlpark, Gauteng. Fue puesto en libertad luego de pagar una fianza de 5.000 rands.

## Representación de su imagen en los medios tradicionales
Malema es conocido por sus declaraciones polémicas y se ha convertido en un frecuente objeto de sátira. En un principio, caricaturistas como Zapiro y Jeremy Nell a menudo lo dibujaban en  pañales.
Más recientemente, a medida que la imagen pública de Malema se ha vuelto más prominente, ha sido descrito por sus críticos en la prensa como un demagogo. e incluso como un fascista. Fue incluido en la lista de las Personas Menos Influyentes del 2010 por parte de la revista Time, y por otro lado, la revista Forbes lo nombró como uno de los 10 Hombres Jóvenes Más Poderosos de África en septiembre de 2011. En un artículo en el Sowetan, Andile Mngxitama describió a Malema como "un oportunista que planteó estas cuestiones [nacionalización, reforma agraria etc], no para resolverlas, sino que para engañar a los pobres que han estado esperando una mejor vida para todos durante casi 20 años de gobierno de su partido... En lugar de liderar una nueva lucha como un líder desinteresado de los pobres, solo le rinde homenaje verbal a las penurias que sufre nuestra gente mientras amasa una gran cantidad de riqueza a través de su influencia política".
Entre el 2010 y el 2013 la prensa popular lo ha llamado Malema el Dilema  para describir la dualidad entre la popularidad electoral de Malema y las consecuencias de sus declaraciones polémicas.

## Finanzas
En febrero de 2013 se anunció que se remataría una propiedad de Malema para pagar una deuda de 16,1 millones de rands que debía al Servicio de Impuestos de Sudáfrica (SARS) luego de que no llegara a pagarlos en la fecha especificada. Malema re-negoció los términos de pago de su deuda con el SARS, pero este acuerdo colapsó en marzo de 2015.

## Ideología política
Según Zackie Achmat y otros analistas, Malema ha sido descrito como un proponente de un "fascismo emergente en Sudáfrica". Mamphela Ramphele expresó una opinión similar sobre Malema.

## Vida privada
Malema es conocido por sus habilidades como orador. También se casó con su novia de muchos años en una ceremonia privada fuertemente custodiada en su pueblo natal de Seshego en 2014.

## Más información
- Fiona Forde, An Inconvenient Youth: Julius Malema and the "new" ANC, London: Portobello Books, 2012.